# This Godless Endeavor
This Godless Endeavor es el sexto álbum del grupo de metal progresivo de Seattle Nevermore y fue lanzado al mercado el 26 de julio de 2005. El disco fue producido por Andy Sneap y distribuido por Century Media Records.

## Vista general
El guitarrista Jeff Loomis reveló en una entrevista que This Godless Endeavor no es un disco conceptual sino un álbum de "tópico a tópico", con canciones que lidian con ""hechos de la vida real" que pueden "alegoricamente referirse a la pérdida de identidad, el sistema en el que nos movemos, el sentido de la vida, la denuncia de Dios como una solución a todos los problemas causados por los conflictos que las distintas religiones han iniciado en varios lugares del mundo. Es básicamente sobre el ser humano."
Se puede notar que la pista "A Future Uncertain" tiene similitudes líricas así como el riff principal con el tema "World Unborn" de las demos de 1992.
En la parte media de la canción "Sentient 6" hay un mensaje reproducido al revés que dice "I am the bringer of the end, fear me, I am the beast that is technology." (traducido, "soy el que trae el final, temedme, soy la bestia conocida como tecnología"). "Sentient 6" se refiere a un robot o androide que ha sido programado para aniquilar la humanidad, ya que la envidia por la posesión de emociones y alma. El contenido es paradójico y escrito desde el punto de vista de la máquina. La canción retoma y amplía el tema comenzado en The Learning del álbum The Politics of Ecstasy. Además, tiene muchos paralelismos con la historia de V'ger de Star Trek: The Motion Picture.
El video promocional de "Born" se estrenó el 27 de enero de 2006 en el programa Headbangers Ball. Fue dirigido por el aclamado director Derek Dale, con un resultado considerado por el grupo como "una pieza conceptual para reflexión."

## Recepción
This Godless Endeavor llegó al número 2 de los 20 mejores álbumes de 2005 según la revista Unrestrained!.  También llegó al puesto 88 en la edición de octubre de 2006 de la lista de los 100 mejores álbumes de todos los tiempos de la revista Guitar World
En palabras de Eduardo Rivadavia de Allmusic: "las crecientes voces de Dane y el heroísmo de guitarra principal de Loomis" son como "faros gemelos que brillan para mayor gloria metálica del grupo." También declaró que "no debemos olvidarnos de la canción que da título al álbum, de casi nueve minutos de duración, que culmina en lo que debe permaneces sin duda como uno de los LP más consistente de Nevermore en términos de épica. Es más, el heavy metal estadounidense no tendrá nada mejor que esto."
La crítica realizada en PopMatters anotaba las complejas influencias tanto de "trazas de grupos de metal progresivo de los 80s, como Queensrÿche, Savatage, y Fates Warning" como de "monstruosas dosis de elementos europeos, como tempos increíblemente rápidos, tensos arreglos e implacables blastbeats. Entre las pocas quejas de la crítica aparecía el tema "Bittersweet Feast" que consideraron como "una canción prescindible en lo que de otro modo sería un disco extraordinario." En general, dentro de la discografía de Nevermore, This Godless Endeavor se promociona como "un nuevo capítulo en lo que se ha convertido en una de la más impresionante trayectoria en la historia reciente del metal."
La revista Rock Hard lo consideró el Álbum del mes y lo calificó como "el mejor y más intenso disco de metal de la década". El álbum fue después listado como número 256 en su libro "Los 500 más grandes discos de Rock y Metal de todos los tiempos".

## Listado de temas
| N.º | Título                                    | Escritor(es)               | Duración |  |
| 1.  | «Born»                                    | Jeff Loomis, Warrel Dane   | 5:05     |  |
| 2.  | «Final Product»                           | Loomis, Dane               | 4:21     |  |
| 3.  | «My Acid Words»                           | Loomis, Dane               | 5:41     |  |
| 4.  | «Bittersweet Feast»                       | Steve Smyth, Dane          | 5:01     |  |
| 5.  | «Sentient 6»                              | Loomis, Dane               | 6:58     |  |
| 6.  | «Medicated Nation»                        | Jim Sheppard, Dane, Loomis | 4:01     |  |
| 7.  | «The Holocaust of Thought» (Instrumental) | Sheppard                   | 1:27     |  |
| 8.  | «Sell My Heart for Stones»                | Smyth, Dane                | 5:18     |  |
| 9.  | «The Psalm of Lydia»                      | Loomis, Dane               | 4:16     |  |
| 10. | «A Future Uncertain»                      | Smyth, Dane                | 6:07     |  |
| 11. | «This Godless Endeavor»                   | Loomis, Dane               | 8:55     |  |

## Créditos
El grupo:
- Warrel Dane - voces
- Jeff Loomis - guitarras
- Steve Smyth - guitarras
- Jim Sheppard - bajo
- Van Williams - batería

Músicos invitados:
- James Murphy - Guitarra principal en "The Holocaust of Thought"

Producción:
- Andy Sneap - Producción, ingeniería, mezcla, masterización
- Hugh Syme - Arte de portada
- Olle Carlsson - Fotografía de grupo y contraportada
- Stefan Wibbeke - Maquetación y diseño de libreto

## Posición en listas
| Lista (2005)              | Mejor posición |
| ------------------------- | -------------- |
| Lista de álbumes alemana  | 73             |
| Lista de álbumes francesa | 134            |
| Lista de álbumes germana  | 26             |
| Lista de álbumes suiza    | 63             |
| US Independent Albums     | 23             |
| US Top Heatseekers        | 11             |

## Cultura popular
En el cómic de Marvel Runaways, uno de los personajes, Chase Stein, menciona el tema "The Psalm of Lydia" a una compañera de trabajo como un flirteo, mientras está trabajando en una emisora de radio.